# Adams-Onísverdrag

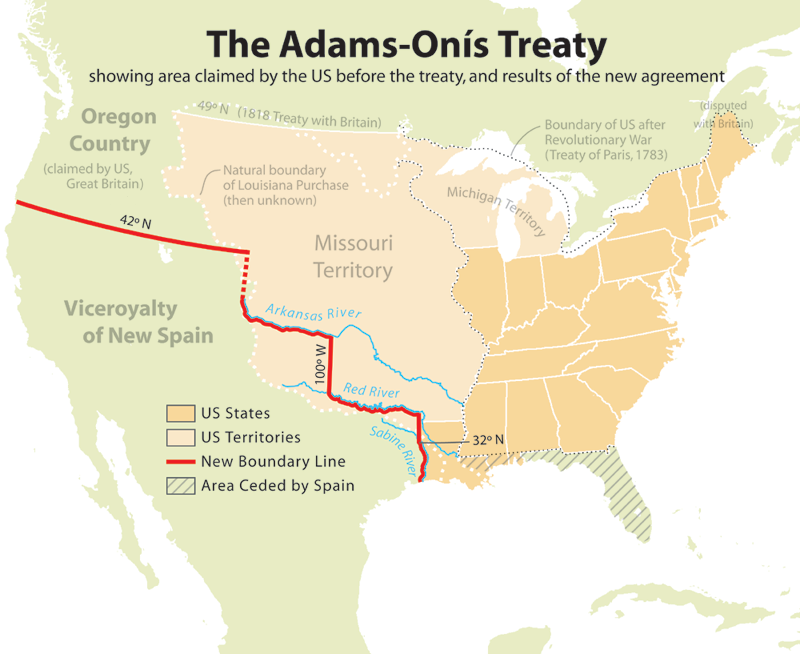
Het resultaat van het Adams-Onísverdrag

Het Adams-Onísverdrag (Engels: Adams-Onís Treaty, Spaans: Tratado de Adams-Onís) was een overeenkomst die in 1819 plaatsvond tussen de Verenigde Staten en Spanje en de grens vastlegde in Noord-Amerika tussen de twee landen. De overeenkomst was het gevolg van spanningen tussen de Verenigde Staten en het steeds zwakker wordende Spanje.

## Geschiedenis
Met de aankoop van Louisiana kochten de Verenigde Staten Louisiana van Frankrijk. Dit leidde tot een conflict met Spanje. In het bijzonder hadden de Verenigde Staten en Spanje duidelijk verschillende ideeën over de omvang van de aankoop. Volgens de Verenigde Staten lag de nieuwe westgrens nu langs de Rio Grande en de Rocky Mountains, volgens Spanje omvatte Louisiana slechts de stad New Orleans en de westelijke oever van de Mississippi, en was ten westen daarvan het gebied Spaans.
Aanvankelijk weigerde Spanje om de grenzen te hertekenen, maar gaf toe aangezien het steeds meer macht verloor over zijn opstandige koloniën. Tijdens een conflict tussen de Verenigde Staten en bandieten nam Andrew Jackson zonder enige waarschuwing Spaanse forten in. Dit toonde aan dat de steeds zwakker wordende Spaanse macht een absoluut minimum bereikte en bracht de Verenigde Staten in een voordelige positie bij verdere onderhandelingen.
De overeenkomst werd gesloten tussen John Quincy Adams, de minister van Buitenlandse Zaken van de Verenigde Staten en Luis de Onís, de Spaanse minister van Buitenlandse Zaken. Er werd afgesproken dat de Verenigde Staten vijf miljoen dollar betaalde in ruil voor Florida. In het westen gaven de Verenigde Staten hun aanspraken op Texas en andere gebieden onder Spaanse heerschappij op, en werd een wederzijds geaccepteerde grens vastgesteld: langs de Red River, de Arkansas en de tweeënveertigste breedtegraad. De overeenkomst werd gesloten op 22 februari 1819 in Washington D.C. en ging op 22 februari 1821 in. Men zou kunnen stellen dat de gevonden grens voor beide partijen bevredigend was: Spanje behield Texas en er bleef een ruime bufferzone tussen zijn koloniën in Californië en Nieuw-Mexico en de Amerikaanse gebieden, terwijl de Verenigde Staten westwaarts uitgebreid werden tot aan de Grote Oceaan.
Lang heeft Spanje geen plezier gehad van het verdrag, want in september 1821 werd het gedwongen de onafhankelijkheid van Mexico te erkennen zodat de afgesproken grens voortaan de grens tussen de Verenigde Staten en Mexico aangaf.